# Route nationale 642
Pour les articles homonymes, voir Route 642.
La route nationale 642 ou RN 642 était une route nationale française reliant Aiguillon à Lavardac. À la suite de la réforme de 1972, elle a été déclassée en RD 642.

## Ancien tracé d'Aiguillon à Lavardac (D 642)
- Aiguillon
- Saint-Léger
- Buzet-sur-Baïse
- Vianne
- Lavardac